# Centrotus granulatus
Centrotus granulatus är en insektsart som beskrevs av Kirby. Centrotus granulatus ingår i släktet Centrotus och familjen hornstritar. Inga underarter finns listade i Catalogue of Life.